# Lane Boy
Lane Boy è un singolo del duo musicale statunitense Twenty One Pilots, pubblicato il 4 maggio 2015 come quarto estratto dal quarto album in studio Blurryface.

## Descrizione
Come altri brani presenti in Blurryface, anche Lane Boy presenta dei riferimenti dub, reggae, rock ed elettropop nella sua struttura musicale, con l'aggiunta di sonorità dubstep e jungle nella parte finale del brano. Il testo del brano è incentrato sul rimanere sul proprio percorso nonostante le opinioni di terzi, e a questo proposito il frontman Tyler Joseph disse:

## Video musicale
Il video musicale, diretto da Reel Bear Media (alias Mark C. Eshleman), è stato pubblicato il 20 luglio 2015.

## Tracce
Testi e musiche di Tyler Joseph.
Download digitale
1. Lane Boy – 4:13

CD promozionale
1. Lane Boy (Standard Version) – 4:13
2. Lane Boy (Video Version) – 3:56
3. Lane Boy (Instrumental) – 4:13
4. Lane Boy (TV Track Version) – 4:13
5. Lane Boy (Acapella Version) – 4:13

## Formazione
Twenty One Pilots
- Tyler Joseph – voce, programmazione, pianoforte
- Josh Dun – batteria

Altri musicisti
- Ricky Reed – programmazione, basso

Produzione
- Tyler Joseph – produzione esecutiva, coproduzione
- Chris Woltman – produzione esecutiva
- Ricky Reed – produzione esecutiva, produzione
- Neal Avron – missaggio
- Scott Skrzynski – assistenza al missaggio
- Chris Gehringer – mastering
- Drew Kapner – ingegneria del suono
- Alex Gruszecki – assistenza tecnica

## Classifiche
| Classifica (2015)  | Posizione massima |
| ------------------ | ----------------- |
| Stati Uniti (rock) | 28                |

### Classifiche di fine anno
| Classifica (2015)  | Posizione |
| ------------------ | --------- |
| Stati Uniti (rock) | 61        |